# Copelatus glyphicus
Copelatus glyphicus es una especie de escarabajo buceador del género Copelatus, de la subfamilia Copelatinae, en la familia Dytiscidae. Fue descrito por Say en 1823.

## Descripción
El adulto mide 4.2 a 4.6 mm, la larva llega a 7.5 mm. El adulto es de coloración marrón amarillenta pálida a marrón rojizo. Es de apariencia muy similar a C. punctulatus.
La larva es gris, gris castaña o gris amarillenta, con manchas en los segmentos torácicos dos y tres y una banda media longitudinal.
La larva y el adulto se alimentan de copépodos, ostrácodos, Collembola, larvas acuáticas de dípteros, etc. Vive en charcos, lagunas, huecos de árboles. El adulto es activo de marzo a agosto. 

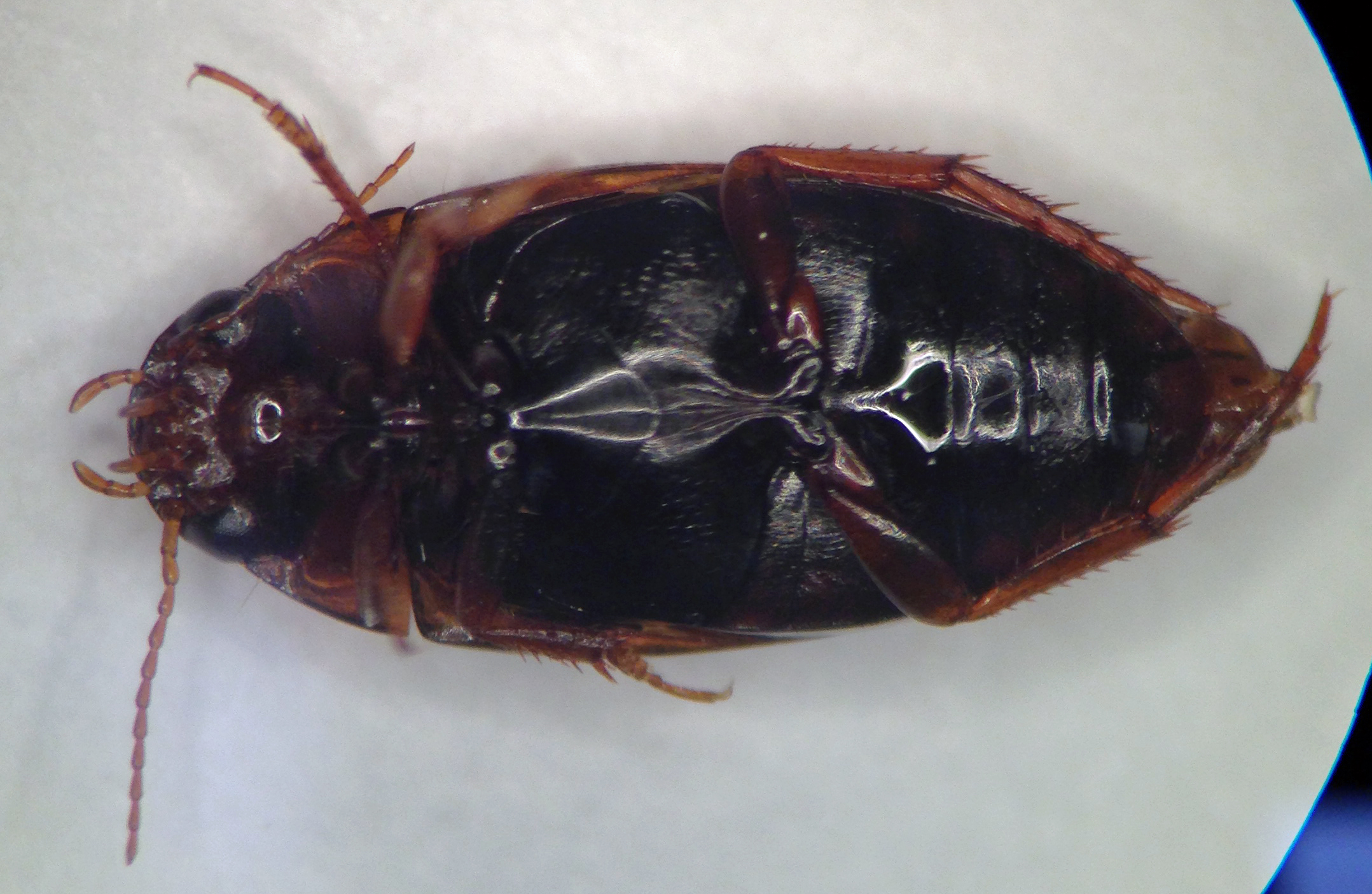
Vista ventral

## Distribución
Copelatus glyphicus se distribuye ampliamente en el este de los Estados Unidos y el sur de Canadá, desde Terranova al sur hasta Florida y al oeste hasta Minnesota y Texas.